# Малый Куяш
Малый Куяш — деревня  Кунашакского района Челябинской области. Входит в состав Куяшского сельского поселения.

## Этимология
Село Малый Куяш, также как и Большой Куяш, расположено у озера Куяш, от которого и получило своё название. Гидроним связан с распространенным у башкир и татар мужским личным именем Кояш, с тюркских языков кояш (ҡояш) переводится как «солнце».

## География
Расположена в западной части района, на берегу озера Куяш. Расстояние до районного центра, Кунашака, 45 км.

## История
Деревня основана в 1776 помещиком А. Ф. Турчаниновым одновременно с селом Большой Куяш. Первыми жителями были потомки мастеровых и крестьян из Тамбовской и Пензенской губерний.

## Население
| 2002 | 2010 |
| ---- | ---- |
| 139  | ↘119 |

(в 1970 — 272, в 1983 — 180, в 1991 — 182, в 1995 — 178)

## Улицы
- Молодежная улица
- Новая улица
- Центральная улица